# Dendryphantes czekanowskii
Dendryphantes czekanowskii är en spindelart som beskrevs av Prószynski 1979. Dendryphantes czekanowskii ingår i släktet Dendryphantes och familjen hoppspindlar. Inga underarter finns listade i Catalogue of Life.